# فايريتايل فايتس
فايريتايل فايتس (بالإنجليزية: Fairytale Fights)‏ ، هي لعبة فيديو إلكترونية من نوع تقطيع وذبح واكشن ومغامرات، أنتجت سنة 2009م، وتعمل لنظامي بلاي ستيشن 3 وإكس بوكس 360.